# Olimpiai érmesek listája műkorcsolyában
Ez a lap az olimpiai érmesek listája műkorcsolyában 1908-tól 2018-ig.

## Összesített éremtáblázat
(A táblázatokban Magyarország és a rendező nemzet sportolói eltérő háttérszínnel, az egyes számoszlopok legmagasabb értéke vagy értékei vastagítással kiemelve.)
| Az olimpiai játékok összesített éremtáblázata műkorcsolyában | Az olimpiai játékok összesített éremtáblázata műkorcsolyában | Az olimpiai játékok összesített éremtáblázata műkorcsolyában | Az olimpiai játékok összesített éremtáblázata műkorcsolyában | Az olimpiai játékok összesített éremtáblázata műkorcsolyában | Olimpia  |
| ------------------------------------------------------------ | ------------------------------------------------------------ | ------------------------------------------------------------ | ------------------------------------------------------------ | ------------------------------------------------------------ | -------- |
|                                                              | Ország                                                       | Arany                                                        | Ezüst                                                        | Bronz                                                        | Összesen |
| 1.                                                           | Egyesült Államok (USA)                                       | 15                                                           | 16                                                           | 20                                                           | 51       |
| 2.                                                           | Oroszország (RUS)                                            | 15                                                           | 9                                                            | 3                                                            | 27       |
| 3.                                                           | Szovjetunió (URS)                                            | 10                                                           | 9                                                            | 5                                                            | 24       |
| 4.                                                           | Ausztria (AUT)                                               | 7                                                            | 9                                                            | 4                                                            | 20       |
| 5.                                                           | Kanada (CAN)                                                 | 6                                                            | 11                                                           | 12                                                           | 29       |
| 6.                                                           | Nagy-Britannia (GBR)                                         | 5                                                            | 3                                                            | 7                                                            | 15       |
| 7.                                                           | Svédország (SWE)                                             | 5                                                            | 3                                                            | 2                                                            | 10       |
| 8.                                                           | Németország (GER)                                            | 4                                                            | 2                                                            | 3                                                            | 9        |
| 9.                                                           | Franciaország (FRA)                                          | 3                                                            | 3                                                            | 7                                                            | 13       |
| 10.                                                          | NDK (GDR)                                                    | 3                                                            | 3                                                            | 4                                                            | 10       |
| 11.                                                          | Japán (JPN)                                                  | 3                                                            | 3                                                            | 1                                                            | 7        |
| 12.                                                          | Norvégia (NOR)                                               | 3                                                            | 2                                                            | 1                                                            | 6        |
| 13.                                                          | Egyesített Csapat (EUN)                                      | 3                                                            | 1                                                            | 1                                                            | 5        |
| 14.                                                          | Kína (CHN)                                                   | 1                                                            | 3                                                            | 4                                                            | 8        |
| 15.                                                          | Egyesült Német Csapat (EUA)                                  | 1                                                            | 2                                                            | 0                                                            | 3        |
| 15.                                                          | Hollandia (NED)                                              | 1                                                            | 2                                                            | 0                                                            | 3        |
| 15.                                                          | Olimpikonok Oroszországból (OAR)                             | 1                                                            | 2                                                            | 0                                                            | 3        |
| 18.                                                          | Csehszlovákia (TCH)                                          | 1                                                            | 1                                                            | 3                                                            | 5        |
| 19.                                                          | Dél-Korea (KOR)                                              | 1                                                            | 1                                                            | 0                                                            | 2        |
| 19.                                                          | Finnország (FIN)                                             | 1                                                            | 1                                                            | 0                                                            | 2        |
| 21.                                                          | Belgium (BEL)                                                | 1                                                            | 0                                                            | 1                                                            | 2        |
| 22.                                                          | Ukrajna (UKR)                                                | 1                                                            | 0                                                            | 1                                                            | 2        |
|                                                              |                                                              |                                                              |                                                              |                                                              |          |
| 23.                                                          | Magyarország (HUN)                                           | 0                                                            | 2                                                            | 4                                                            | 6        |
| 24.                                                          | Svájc (SUI)                                                  | 0                                                            | 2                                                            | 1                                                            | 3        |
| 25.                                                          | NSZK (FRG)                                                   | 0                                                            | 0                                                            | 2                                                            | 2        |
| 25.                                                          | Spanyolország (ESP)                                          | 0                                                            | 0                                                            | 2                                                            | 2        |
|                                                              |                                                              |                                                              |                                                              |                                                              |          |
| 27.                                                          | Olaszország (ITA)                                            | 0                                                            | 0                                                            | 2                                                            | 2        |
| 28.                                                          | Kazahsztán (KAZ)                                             | 0                                                            | 0                                                            | 1                                                            | 1        |
|                                                              |                                                              |                                                              |                                                              |                                                              |          |
| Összesen                                                     | Összesen                                                     | 91                                                           | 90                                                           | 90                                                           | 271      |

## Műkorcsolya

### Férfiak

#### Férfi egyéni
| Olimpia                      | Arany                                               | Ezüst                                     | Bronz                                    |
| 1908, London                 | Ulrich Salchow · Svédország (SWE)                   | Richard Johansson · Svédország (SWE)      | Per Thorén · Svédország (SWE)            |
| 1912 Stockholm               | Nem szerepelt az olimpiai programban                | Nem szerepelt az olimpiai programban      | Nem szerepelt az olimpiai programban     |
| 1920, Antwerpen              | Gillis Grafström · Svédország (SWE)                 | Andreas Krogh · Norvégia (NOR)            | Martin Stixrud · Norvégia (NOR)          |
| 1924, Chamonix               | Gillis Grafström · Svédország (SWE)                 | Willy Böckl · Ausztria (AUT)              | Georges Gautschi · Svájc (SUI)           |
| 1928, St. Moritz             | Gillis Grafström · Svédország (SWE)                 | Willy Böckl · Ausztria (AUT)              | Robert Van Zeebroeck · Belgium (BEL)     |
| 1932, Lake Placid            | Karl Schäfer · Ausztria (AUT)                       | Gillis Grafström · Svédország (SWE)       | Montgomery Wilson · Kanada (CAN)         |
| 1936, Garmisch-Partenkirchen | Karl Schäfer · Ausztria (AUT)                       | Ernst Baier · Németország (GER)           | Felix Kaspar · Ausztria (AUT)            |
| 1948, St. Moritz             | Dick Button · Egyesült Államok (USA)                | Hans Gerschwiler · Svájc (SUI)            | Edi Rada · Ausztria (AUT)                |
| 1952, Oslo                   | Dick Button · Egyesült Államok (USA)                | Helmut Seibt · Ausztria (AUT)             | James Grogan · Egyesült Államok (USA)    |
| 1956, Cortina d’Ampezzo      | Hayes Alan Jenkins · Egyesült Államok (USA)         | Ronnie Robertson · Egyesült Államok (USA) | David Jenkins · Egyesült Államok (USA)   |
| 1960, Squaw Valley           | David Jenkins · Egyesült Államok (USA)              | Karol Divín · Csehszlovákia (TCH)         | Donald Jackson · Kanada (CAN)            |
| 1964, Innsbruck              | Manfred Schnelldorfer · Egyesült Német Csapat (EUA) | Alain Calmat · Franciaország (FRA)        | Scott Allen · Egyesült Államok (USA)     |
| 1968, Grenoble               | Wolfgang Schwarz · Ausztria (AUT)                   | Tim Wood · Egyesült Államok (USA)         | Patrick Péra · Franciaország (FRA)       |
| 1972, Szapporo               | Ondrej Nepela · Csehszlovákia (TCH)                 | Szergej Csetveruhin · Szovjetunió (URS)   | Patrick Péra · Franciaország (FRA)       |
| 1976, Innsbruck              | John Curry · Nagy-Britannia (GBR)                   | Vlagyimir Kovaljov · Szovjetunió (URS)    | Toller Cranston · Kanada (CAN)           |
| 1980, Lake Placid            | Robin Cousins · Nagy-Britannia (GBR)                | Jan Hoffmann · NDK (GDR)                  | Charles Tickner · Egyesült Államok (USA) |
| 1984, Szarajevó              | Scott Hamilton · Egyesült Államok (USA)             | Brian Orser · Kanada (CAN)                | Jozef Sabovčík · Csehszlovákia (TCH)     |
| 1988, Calgary                | Brian Boitano · Egyesült Államok (USA)              | Brian Orser · Kanada (CAN)                | Viktor Petrenko · Szovjetunió (URS)      |
| 1992, Albertville            | Viktor Petrenko · Egyesített Csapat (EUN)           | Paul Wylie · Egyesült Államok (USA)       | Petr Barna · Csehszlovákia (TCH)         |
| 1994, Lillehammer            | Alekszej Urmanov · Oroszország (RUS)                | Elvis Stojko · Kanada (CAN)               | Philippe Candeloro · Franciaország (FRA) |
| 1998, Nagano                 | Ilja Kulik · Oroszország (RUS)                      | Elvis Stojko · Kanada (CAN)               | Philippe Candeloro · Franciaország (FRA) |
| 2002, Salt Lake City         | Alekszej Jagugyin · Oroszország (RUS)               | Jevgenyij Pljuscsenko · Oroszország (RUS) | Timothy Goebel · Egyesült Államok (USA)  |
| 2006, Torino                 | Jevgenyij Pljuscsenko · Oroszország (RUS)           | Stéphane Lambiel · Svájc (SUI)            | Jeffrey Buttle · Kanada (CAN)            |
| 2010, Vancouver              | Evan Lysacek · Egyesült Államok (USA)               | Jevgenyij Pljuscsenko · Oroszország (RUS) | Takahasi Daiszuke · Japán (JPN)          |
| 2014, Szocsi                 | Hanjú Juzuru · Japán (JPN)                          | Patrick Chan · Kanada (CAN)               | Gyenyisz Tyen · Kazahsztán (KAZ)         |
| 2018, Phjongcshang           | Hanjú Juzuru · Japán (JPN)                          | Shoma Uno · Japán (JPN)                   | Javier Fernández · Spanyolország (ESP)   |
| 2022, Peking                 |                                                     |                                           |                                          |

#### Férfi, különleges figurák
| Olimpia      | Arany                                          | Ezüst                                 | Bronz                                    |
| 1908, London | Nyikolaj Panyin-Kolomenkin · Oroszország (RUS) | Arthur Cumming · Nagy-Britannia (GBR) | Geoffrey Hall-Say · Nagy-Britannia (GBR) |

#### Férfi éremtáblázat
| Az olimpiai játékok éremtáblázata férfi műkorcsolyában | Az olimpiai játékok éremtáblázata férfi műkorcsolyában | Az olimpiai játékok éremtáblázata férfi műkorcsolyában | Az olimpiai játékok éremtáblázata férfi műkorcsolyában | Az olimpiai játékok éremtáblázata férfi műkorcsolyában | Olimpia  |
| ------------------------------------------------------ | ------------------------------------------------------ | ------------------------------------------------------ | ------------------------------------------------------ | ------------------------------------------------------ | -------- |
|                                                        | Ország                                                 | Arany                                                  | Ezüst                                                  | Bronz                                                  | Összesen |
| 1.                                                     | Egyesült Államok (USA)                                 | 7                                                      | 3                                                      | 5                                                      | 15       |
| 2.                                                     | Oroszország (RUS)                                      | 5                                                      | 2                                                      | 0                                                      | 7        |
| 3.                                                     | Svédország (SWE)                                       | 4                                                      | 2                                                      | 1                                                      | 7        |
| 4.                                                     | Ausztria (AUT)                                         | 3                                                      | 3                                                      | 2                                                      | 8        |
| 5.                                                     | Japán (JPN)                                            | 2                                                      | 1                                                      | 1                                                      | 4        |
| 5.                                                     | Nagy-Britannia (GBR)                                   | 2                                                      | 1                                                      | 1                                                      | 4        |
| 7.                                                     | Csehszlovákia (TCH)                                    | 1                                                      | 1                                                      | 2                                                      | 4        |
| 8.                                                     | Egyesült Német Csapat (EUA)                            | 1                                                      | 0                                                      | 0                                                      | 1        |
| 8.                                                     | Egyesített Csapat (EUN)                                | 1                                                      | 0                                                      | 0                                                      | 1        |
|                                                        |                                                        |                                                        |                                                        |                                                        |          |
| 10.                                                    | Kanada (CAN)                                           | 0                                                      | 5                                                      | 4                                                      | 9        |
| 11.                                                    | Svájc (SUI)                                            | 0                                                      | 2                                                      | 1                                                      | 3        |
| 11.                                                    | Szovjetunió (URS)                                      | 0                                                      | 2                                                      | 1                                                      | 3        |
| 13.                                                    | Franciaország (FRA)                                    | 0                                                      | 1                                                      | 4                                                      | 5        |
| 14.                                                    | Norvégia (NOR)                                         | 0                                                      | 1                                                      | 1                                                      | 2        |
| 15.                                                    | NDK (GDR)                                              | 0                                                      | 1                                                      | 0                                                      | 1        |
| 15.                                                    | Németország (GER)                                      | 0                                                      | 1                                                      | 0                                                      | 1        |
|                                                        |                                                        |                                                        |                                                        |                                                        |          |
| 17.                                                    | Belgium (BEL)                                          | 0                                                      | 0                                                      | 1                                                      | 1        |
| 17.                                                    | Kazahsztán (KAZ)                                       | 0                                                      | 0                                                      | 1                                                      | 1        |
| 17.                                                    | Spanyolország (ESP)                                    | 0                                                      | 0                                                      | 1                                                      | 1        |
|                                                        |                                                        |                                                        |                                                        |                                                        |          |
| Összesen                                               | Összesen                                               | 26                                                     | 26                                                     | 26                                                     | 78       |

### Nők

#### Női egyéni
| Olimpia                      | Arany                                             | Ezüst                                                    | Bronz                                           |
| 1908, London                 | Madge Syers · Nagy-Britannia (GBR)                | Elsa Rendschmidt · Németország (GER)                     | Dorothy Greenhough-Smith · Nagy-Britannia (GBR) |
| 1912 Stockholm               | Nem szerepelt az olimpiai programban              | Nem szerepelt az olimpiai programban                     | Nem szerepelt az olimpiai programban            |
| 1920, Antwerpen              | Magda Julin · Svédország (SWE)                    | Svea Norén · Svédország (SWE)                            | Theresa Weld · Egyesült Államok (USA)           |
| 1924, Chamonix               | Herma Szabo · Ausztria (AUT)                      | Beatrix Loughran · Egyesült Államok (USA)                | Ethel Muckelt · Nagy-Britannia (GBR)            |
| 1928, St. Moritz             | Sonja Henie · Norvégia (NOR)                      | Friederike Burger · Ausztria (AUT)                       | Beatrix Loughran · Egyesült Államok (USA)       |
| 1932, Lake Placid            | Sonja Henie · Norvégia (NOR)                      | Friederike Burger · Ausztria (AUT)                       | Maribel Vinson · Egyesült Államok (USA)         |
| 1936, Garmisch-Partenkirchen | Sonja Henie · Norvégia (NOR)                      | Cecilia Colledge · Nagy-Britannia (GBR)                  | Vivi-Anne Hultén · Svédország (SWE)             |
| 1948, St. Moritz             | Barbara Ann Scott · Kanada (CAN)                  | Eva Pawlik · Ausztria (AUT)                              | Jeannette Altwegg · Nagy-Britannia (GBR)        |
| 1952, Oslo                   | Jeannette Altwegg · Nagy-Britannia (GBR)          | Tenley Albright · Egyesült Államok (USA)                 | Jacqueline du Bief · Franciaország (FRA)        |
| 1956, Cortina d’Ampezzo      | Tenley Albright · Egyesült Államok (USA)          | Carol Heiss · Egyesült Államok (USA)                     | Ingrid Wendl · Ausztria (AUT)                   |
| 1960, Squaw Valley           | Carol Heiss · Egyesült Államok (USA)              | Sjoukje Dijkstra · Hollandia (NED)                       | Barbara Roles · Egyesült Államok (USA)          |
| 1964, Innsbruck              | Sjoukje Dijkstra · Hollandia (NED)                | Regine Heitzer · Ausztria (AUT)                          | Petra Burka · Kanada (CAN)                      |
| 1968, Grenoble               | Peggy Fleming · Egyesült Államok (USA)            | Gabriele Seyfert · NDK (GDR)                             | Hana Mašková · Csehszlovákia (TCH)              |
| 1972, Szapporo               | Beatrix Schuba · Ausztria (AUT)                   | Karen Magnussen · Kanada (CAN)                           | Janet Lynn · Egyesült Államok (USA)             |
| 1976, Innsbruck              | Dorothy Hamill · Egyesült Államok (USA)           | Dianne de Leeuw · Hollandia (NED)                        | Christine Errath · NDK (GDR)                    |
| 1980, Lake Placid            | Anett Pötzsch · NDK (GDR)                         | Linda Fratianne · Egyesült Államok (USA)                 | Dagmar Lurz · NSZK (FRG)                        |
| 1984, Szarajevó              | Katarina Witt · NDK (GDR)                         | Rosalynn Sumners · Egyesült Államok (USA)                | Kira Ivanova · Szovjetunió (URS)                |
| 1988, Calgary                | Katarina Witt · NDK (GDR)                         | Elizabeth Manley · Kanada (CAN)                          | Debi Thomas · Egyesült Államok (USA)            |
| 1992, Albertville            | Kristi Yamaguchi · Egyesült Államok (USA)         | Itó Midori · Japán (JPN)                                 | Nancy Kerrigan · Egyesült Államok (USA)         |
| 1994, Lillehammer            | Okszana Bajul · Ukrajna (UKR)                     | Nancy Kerrigan · Egyesült Államok (USA)                  | Csen Lu (Chen Lu) · Kína (CHN)                  |
| 1998, Nagano                 | Tara Lipinski · Egyesült Államok (USA)            | Michelle Kwan · Egyesült Államok (USA)                   | Csen Lu (Chen Lu) · Kína (CHN)                  |
| 2002, Salt Lake City         | Sarah Hughes · Egyesült Államok (USA)             | Irina Szluckaja · Oroszország (RUS)                      | Michelle Kwan · Egyesült Államok (USA)          |
| 2006, Torino                 | Arakava Sizuka · Japán (JPN)                      | Sasha Cohen · Egyesült Államok (USA)                     | Irina Szluckaja · Oroszország (RUS)             |
| 2010, Vancouver              | Kim Jona · Dél-Korea (KOR)                        | Aszada Mao · Japán (JPN)                                 | Joannie Rochette · Kanada (CAN)                 |
| 2014, Szocsi                 | Agyelina Szotnyikova · Oroszország (RUS)          | Kim Jona · Dél-Korea (KOR)                               | Carolina Kostner · Olaszország (ITA)            |
| 2018, Phjongcshang           | Alina Zagitova · Olimpikonok Oroszországból (OAR) | Jevgenyija Medvegyeva · Olimpikonok Oroszországból (OAR) | Kaetlyn Osmond · Kanada (CAN)                   |
| 2022, Peking                 |                                                   |                                                          |                                                 |

#### Női éremtáblázat
| Az olimpiai játékok éremtáblázata női műkorcsolyában | Az olimpiai játékok éremtáblázata női műkorcsolyában | Az olimpiai játékok éremtáblázata női műkorcsolyában | Az olimpiai játékok éremtáblázata női műkorcsolyában | Az olimpiai játékok éremtáblázata női műkorcsolyában | Olimpia  |
| ---------------------------------------------------- | ---------------------------------------------------- | ---------------------------------------------------- | ---------------------------------------------------- | ---------------------------------------------------- | -------- |
|                                                      | Ország                                               | Arany                                                | Ezüst                                                | Bronz                                                | Összesen |
| 1.                                                   | Egyesült Államok (USA)                               | 7                                                    | 8                                                    | 8                                                    | 23       |
| 2.                                                   | NDK (GDR)                                            | 3                                                    | 1                                                    | 1                                                    | 5        |
| 3.                                                   | Norvégia (NOR)                                       | 3                                                    | 0                                                    | 0                                                    | 3        |
| 4.                                                   | Ausztria (AUT)                                       | 2                                                    | 4                                                    | 1                                                    | 7        |
| 5.                                                   | Nagy-Britannia (GBR)                                 | 2                                                    | 1                                                    | 3                                                    | 6        |
| 6.                                                   | Kanada (CAN)                                         | 1                                                    | 2                                                    | 3                                                    | 6        |
| 7.                                                   | Japán (JPN)                                          | 1                                                    | 2                                                    | 0                                                    | 3        |
| 7.                                                   | Hollandia (NED)                                      | 1                                                    | 2                                                    | 0                                                    | 3        |
| 9.                                                   | Oroszország (RUS)                                    | 1                                                    | 1                                                    | 1                                                    | 3        |
| 9.                                                   | Svédország (SWE)                                     | 1                                                    | 1                                                    | 1                                                    | 3        |
| 11.                                                  | Dél-Korea (KOR)                                      | 1                                                    | 1                                                    | 0                                                    | 2        |
| 11.                                                  | Olimpikonok Oroszországból (OAR)                     | 1                                                    | 1                                                    | 0                                                    | 2        |
| 13.                                                  | Ukrajna (UKR)                                        | 1                                                    | 0                                                    | 0                                                    | 1        |
|                                                      |                                                      |                                                      |                                                      |                                                      |          |
| 14.                                                  | Németország (GER)                                    | 0                                                    | 1                                                    | 0                                                    | 1        |
|                                                      |                                                      |                                                      |                                                      |                                                      |          |
| 15.                                                  | Kína (CHN)                                           | 0                                                    | 0                                                    | 2                                                    | 2        |
| 16.                                                  | Franciaország (FRA)                                  | 0                                                    | 0                                                    | 1                                                    | 1        |
| 16.                                                  | Olaszország (ITA)                                    | 0                                                    | 0                                                    | 1                                                    | 1        |
| 16.                                                  | NSZK (FRG)                                           | 0                                                    | 0                                                    | 1                                                    | 1        |
| 16.                                                  | Csehszlovákia (TCH)                                  | 0                                                    | 0                                                    | 1                                                    | 1        |
| 16.                                                  | Szovjetunió (URS)                                    | 0                                                    | 0                                                    | 1                                                    | 1        |
|                                                      |                                                      |                                                      |                                                      |                                                      |          |
| Összesen                                             | Összesen                                             | 25                                                   | 25                                                   | 25                                                   | 75       |

### Páros
| Olimpia                      | Arany                                                           | Ezüst                                                             | Bronz                                                          |
| 1908, London                 | Németország (GER) · Anna Hübler · Heinrich Burger               | Nagy-Britannia (GBR) · Phyllis Johnson · James H. Johnson         | Nagy-Britannia (GBR) · Madge Syers · Edgar Syers               |
| 1912 Stockholm               | Nem szerepelt az olimpiai programban                            | Nem szerepelt az olimpiai programban                              | Nem szerepelt az olimpiai programban                           |
| 1920, Antwerpen              | Finnország (FIN) · Ludovika Jakobsson · Walter Jakobsson        | Norvégia (NOR) · Alexia Bryn · Yngvar Bryn                        | Nagy-Britannia (GBR) · Phyllis Johnson · Basil Williams        |
| 1924, Chamonix               | Ausztria (AUT) · Helene Engelmann · Alfred Berger               | Finnország (FIN) · Ludovika Jakobsson · Walter Jakobsson          | Franciaország (FRA) · Andrée Joly · Pierre Brunet              |
| 1928, St. Moritz             | Franciaország (FRA) · Andrée Joly · Pierre Brunet               | Ausztria (AUT) · Lilly Scholz · Otto Kaiser                       | Ausztria (AUT) · Melitta Brunner · Ludwig Wrede                |
| 1932, Lake Placid            | Franciaország (FRA) · Andrée Brunet · Pierre Brunet             | Egyesült Államok (USA) · Beatrix Loughran · Sherwin Badger        | Magyarország (HUN) · Rotter Emília · Szollás László            |
| 1936, Garmisch-Partenkirchen | Németország (GER) · Maxi Herber · Ernst Baier                   | Ausztria (AUT) · Ilse Pausin · Erik Pausin                        | Magyarország (HUN) · Rotter Emília · Szollás László            |
| 1948, St. Moritz             | Belgium (BEL) · Micheline Lannoy · Pierre Baugniet              | Magyarország (HUN) · Kékessy Andrea · Király Ede                  | Kanada (CAN) · Suzanne Morrow · Wallace Diestelmeyer           |
| 1952, Oslo                   | Németország (GER) · Ria Falk · Paul Falk                        | Egyesült Államok (USA) · Karol Kennedy · Peter Kennedy            | Magyarország (HUN) · Nagy Marianna · Nagy László               |
| 1956, Cortina d’Ampezzo      | Ausztria (AUT) · Sissy Schwarz · Kurt Oppelt                    | Kanada (CAN) · Frances Dafoe · Norris Bowden                      | Magyarország (HUN) · Nagy Marianna · Nagy László               |
| 1960, Squaw Valley           | Kanada (CAN) · Barbara Wagner · Robert Paul                     | Egyesült Német Csapat (EUA) · Marika Kilius · Hans-Jürgen Bäumler | Egyesült Államok (USA) · Nancy Ludington · Ronald Ludington    |
| 1964, Innsbruck              | Szovjetunió (URS) · Ljudmila Belouszova · Oleg Protopopov       | Egyesült Német Csapat (EUA) · Marika Kilius · Hans-Jürgen Bäumler | Egyesült Államok (USA) · Vivian Joseph · Ronald Joseph         |
| 1964, Innsbruck              | Szovjetunió (URS) · Ljudmila Belouszova · Oleg Protopopov       | Kanada (CAN) · Debbi Wilkes · Guy Revell                          | Egyesült Államok (USA) · Vivian Joseph · Ronald Joseph         |
| 1968, Grenoble               | Szovjetunió (URS) · Ljudmila Belouszova · Oleg Protopopov       | Szovjetunió (URS) · Tatyjana Zsuk · Alekszandr Gorelik            | NSZK (FRG) · Margot Glockshuber · Wolfgang Danne               |
| 1972, Szapporo               | Szovjetunió (URS) · Irina Rodnyina · Alekszej Ulanov            | Szovjetunió (URS) · Ljudmilla Szmirnova · Andrej Szurajkin        | NDK (GDR) · Manuela Groß · Uwe Kagelmann                       |
| 1976, Innsbruck              | Szovjetunió (URS) · Irina Rodnyina · Alekszandr Zajcev          | NDK (GDR) · Romy Kermer · Rolf Österreich                         | NDK (GDR) · Manuela Groß · Uwe Kagelmann                       |
| 1980, Lake Placid            | Szovjetunió (URS) · Irina Rodnyina · Alekszandr Zajcev          | Szovjetunió (URS) · Marina Cserkaszova · Szergej Sahraj           | NDK (GDR) · Manuela Mager · Uwe Bewersdorf                     |
| 1984, Szarajevó              | Szovjetunió (URS) · Jelena Valova · Oleg Vasziljev              | Egyesült Államok (USA) · Kitty Carruthers · Peter Carruthers      | Szovjetunió (URS) · Larisza Szeleznyova · Oleg Makarov         |
| 1988, Calgary                | Szovjetunió (URS) · Jekatyerina Gorgyejeva · Szergej Grinykov   | Szovjetunió (URS) · Jelena Valova · Oleg Vasziljev                | Egyesült Államok (USA) · Jill Watson · Peter Oppegard          |
| 1992, Albertville            | Egyesített Csapat (EUN) · Natalja Miskutyonok · Artur Dmitrijev | Egyesített Csapat (EUN) · Jelena Becske · Gyenyisz Petrov         | Kanada (CAN) · Isabelle Brasseur · Lloyd Eisler                |
| 1994, Lillehammer            | Oroszország (RUS) · Jekatyerina Gorgyejeva · Szergej Grinykov   | Oroszország (RUS) · Natalja Miskutyonok · Artur Dmitrijev         | Kanada (CAN) · Isabelle Brasseur · Lloyd Eisler                |
| 1998, Nagano                 | Oroszország (RUS) · Okszana Kazakova · Artur Dmitrijev          | Oroszország (RUS) · Jelena Berezsnaja · Anton Sziharulidze        | Németország (GER) · Mandy Wötzel · Ingo Steuer                 |
| 2002, Salt Lake City         | Oroszország (RUS) · Jelena Berezsnaja · Anton Sziharulidze      | Nem adták ki                                                      | Kína (CHN) · Sen Hszüe (Shen Xue) · Csao Hung-po (Zhao Hongbo) |
| 2002, Salt Lake City         | Kanada (CAN) · Jamie Salé · David Pelletier                     | Nem adták ki                                                      | Kína (CHN) · Sen Hszüe (Shen Xue) · Csao Hung-po (Zhao Hongbo) |
| 2006, Torino                 | Oroszország (RUS) · Tatyjana Totymjanyina · Makszim Marinyin    | Kína (CHN) · Csang Tan (Zhang Dan) · Csang Hao (Zhang Hao)        | Kína (CHN) · Sen Hszüe (Shen Xue) · Csao Hung-po (Zhao Hongbo) |
| 2010, Vancouver              | Kína (CHN) · Sen Hszüe (Shen Xue) · Csao Hung-po (Zhao Hongbo)  | Kína (CHN) · Pang Csing (Pang Qing) · Tung Csien (Tong Jian)      | Németország (GER) · Aljona Savchenko · Robin Szolkowy          |
| 2014, Szocsi                 | Oroszország (RUS) · Tatyjana Voloszozsar · Makszim Tranykov     | Oroszország (RUS) · Kszenyija Sztolbova · Fjodor Klimov           | Németország (GER) · Aljona Savchenko · Robin Szolkowy          |
| 2018, Phjongcshang           | Németország (GER) · Aljona Savchenko · Bruno Massot             | Kína (CHN) · Sui Wenjing · Han Cong                               | Kanada (CAN) · Meagan Duhamel · Eric Radford                   |
| 2022, Peking                 |                                                                 |                                                                   |                                                                |

## Jégtánc
| Olimpia              | Arany                                                          | Ezüst                                                         | Bronz                                                       |
| 1976, Innsbruck      | Szovjetunió (URS) · Ljudmila Pahomova · Alekszandr Gorskov     | Szovjetunió (URS) · Irina Moiszejeva · Andrej Minyenkov       | Egyesült Államok (USA) · Colleen O’Connor · James Millns    |
| 1980, Lake Placid    | Szovjetunió (URS) · Natalja Linyicsuk · Gennagyij Karponoszov  | Magyarország (HUN) · Regőczy Krisztina · Sallay András        | Szovjetunió (URS) · Irina Moiszejeva · Andrej Minyenkov     |
| 1984, Szarajevó      | Nagy-Britannia (GBR) · Jayne Torvill · Christopher Dean        | Szovjetunió (URS) · Natalja Besztyemjanova · Andrej Bukin     | Szovjetunió (URS) · Marina Klimova · Szergej Ponomarenko    |
| 1988, Calgary        | Szovjetunió (URS) · Natalja Besztyemjanova · Andrej Bukin      | Szovjetunió (URS) · Marina Klimova · Szergej Ponomarenko      | Kanada (CAN) · Tracy Wilson · Robert McCall                 |
| 1992, Albertville    | Egyesített Csapat (EUN) · Marina Klimova · Szergej Ponomarenko | Franciaország (FRA) · Isabelle Duchesnay · Paul Duchesnay     | Egyesített Csapat (EUN) · Maja Uszova · Alekszandr Zsulin   |
| 1994, Lillehammer    | Oroszország (RUS) · Okszana Griscsuk · Jevgenyij Platov        | Oroszország (RUS) · Maja Uszova · Alekszandr Zsulin           | Nagy-Britannia (GBR) · Jayne Torvill · Christopher Dean     |
| 1998, Nagano         | Oroszország (RUS) · Okszana Griscsuk · Jevgenyij Platov        | Oroszország (RUS) · Anzselika Krilova · Oleg Ovszjannyikov    | Franciaország (FRA) · Marina Anissina · Gwendal Peizerat    |
| 2002, Salt Lake City | Franciaország (FRA) · Marina Anissina · Gwendal Peizerat       | Oroszország (RUS) · Irina Lobacseva · Ilja Averbuh            | Olaszország (ITA) · Barbara Fusar-Poli · Maurizio Margaglio |
| 2006, Torino         | Oroszország (RUS) · Tatyjana Navka · Roman Kosztomarov         | Egyesült Államok (USA) · Tanith Belbin · Benjamin Agosto      | Ukrajna (UKR) · Olena Hrusina · Ruszlan Honcsarov           |
| 2010, Vancouver      | Kanada (CAN) · Tessa Virtue · Scott Moir                       | Egyesült Államok (USA) · Meryl Davis · Charlie White          | Oroszország (RUS) · Okszana Domnyina · Makszim Sabalin      |
| 2014, Szocsi         | Egyesült Államok (USA) · Meryl Davis · Charlie White           | Kanada (CAN) · Tessa Virtue · Scott Moir                      | Oroszország (RUS) · Jelena Iljinih · Nyikita Kacalapov      |
| 2018, Phjongcshang   | Kanada (CAN) · Tessa Virtue · Scott Moir                       | Franciaország (FRA) · Gabriella Papadakis · Guillaume Cizeron | Egyesült Államok (USA) · Maia Shibutani · Alex Shibutani    |
| 2022, Peking         |                                                                |                                                               |                                                             |

## Csapatverseny
| Olimpia            | Arany | Ezüst | Bronz |
| 2014, Szocsi       | Oroszország (RUS) · Jevgenyij Pljuscsenko · Julija Lipnyickaja · Kszenyija Sztolbova / Fjodor Klimov · Jelena Iljinih / Nyikita Kacalapov · Tatyjana Voloszozsar / Makszim Tranykov · Jekatyerina Bobrova / Dmitrij Szolovjev | Kanada (CAN) · Kevin Reynolds · Kaetlyn Osmond · Tessa Virtue / Scott Moir · Kirsten Moore-Towers / Dylan Moscovitch · Patrick Chan · Meagan Duhamel / Eric Radford                                                    | Egyesült Államok (USA) · Jason Brown · Gracie Gold · Marissa Castelli / Simon Shnapir · Meryl Davis / Charlie White · Jeremy Abbott · Ashley Wagner          |
| 2018, Phjongcshang | Kanada (CAN) · Patrick Chan · Kaetlyn Osmond · Gabrielle Daleman · Megan Duhamel / Eric Radford · Tessa Virtue / Scott Moir                                                                                                   | Olimpikonok Oroszországból (OAR) · Mihail Koljada · Jevgenyija Medvegyeva · Alina Zagitova · Jevgenyija Taraszova / Vlagyimir Morozov · Natalja Zabijako / Alekszandr Enbert · Jekatyerina Bobrova / Dmitrij Szolovjov | Egyesült Államok (USA) · Nathan Chen · Adam Rippon · Bradie Tennell · Mirai Nagasu · Alexa Scimeca Knierim / Chris Knierim · Maia Shibutani / Alex Shibutani |
| 2022, Peking       | | | |